# Landtagswahlkreis Nordwestmecklenburg I
Der Landtagswahlkreis Nordwestmecklenburg I ist ein Landtagswahlkreis in Mecklenburg-Vorpommern. Er umfasst vom Landkreis Nordwestmecklenburg die Stadt Grevesmühlen, sowie die Ämter Grevesmühlen-Land, Klützer Winkel, Rehna und Schönberger Land.

## Wahl 2021
Bei der Landtagswahl in Mecklenburg-Vorpommern 2021 gab es in diesem Wahlkreis folgendes Ergebnis:
| Partei               | Direktkandidat   | Erststimmen      | Zweitstimmen     |
| -------------------- | ---------------- | ---------------- | ---------------- |
| SPD                  | Birgit Hesse     | 38,3 %           | 42,6 %           |
| AfD                  | Christoph Grimm  | 15,2 %           | 13,9 %           |
| CDU                  | Thomas Grote     | 17,0 %           | 13,4 %           |
| Die LINKE            | Simone Oldenburg | 15,2 %           | 10,1 %           |
| GRÜNE                | Miro Zahra       | 6,1 %            | 7,3 %            |
| FDP                  | Sabine Enseleit  | 5,1 %            | 5,6 %            |
| NPD                  | –                | -                | 0,7 %            |
| Tierschutzpartei     | –                | –                | 1,4 %            |
| Freier Horizont      | –                | –                | 0,2 %            |
| Die PARTEI           | –                | –                | 0,6 %            |
| FREIE WÄHLER         | Thomas Baden     | 2,0 %            | 1,0 %            |
| PIRATEN              | Dennis Klüver    | 1,1 %            | 0,6 %            |
| LKR                  | –                | –                | 0,0 %            |
| DKP                  | –                | –                | 0,1 %            |
| Bündnis C            | –                | –                | 0,0 %            |
| TIERSCHUTZ hier!     | –                | –                | 0,4 %            |
| dieBasis             | –                | –                | 1,3 %            |
| DiB                  | –                | –                | 0,0 %            |
| FPA                  | –                | –                | 0,0 %            |
| ÖDP                  | –                | –                | 0,1 %            |
| Die Humanisten       | –                | –                | 0,1 %            |
| Gesundheitsforschung | –                | –                | 0,2 %            |
| Team Todenhöfer      | –                | –                | 0,2 %            |
| UNABHÄNGIGE          | –                | –                | 0,2 %            |
| Wahlberechtigte      | 47.237 Einwohner | 47.237 Einwohner | 47.237 Einwohner |
| Wahlbeteiligung      | 70,3 %           | 70,3 %           | 70,3 %           |

## Wahl 2016
Bei der Landtagswahl in Mecklenburg-Vorpommern 2016 gab es folgende Ergebnisse:
| Partei           | Direktkandidaten | Erststimmen      | Zweitstimmen     |
| ---------------- | ---------------- | ---------------- | ---------------- |
| SPD              | Birgit Hesse     | 38,5 %           | 36,1 %           |
| CDU              | Thomas Grote     | 18,5 %           | 18,2 %           |
| DIE LINKE        | Simone Oldenburg | 15,2 %           | 12,5 %           |
| GRÜNE            | Mathias Engling  | 4,1 %            | 5,3 %            |
| NPD              | –                | –                | 2,8 %            |
| FDP              | Daniel Schubert  | 2,3 %            | 2,7 %            |
| PIRATEN          | –                | –                | 0,5 %            |
| FAMILIE          | –                | –                | 0,7 %            |
| FREIE WÄHLER     | Martin Bauer     | 1,9 %            | 0,8 %            |
| Die PARTEI       | –                | –                | 0,3 %            |
| Die Achtsamen    | –                | –                | 0,1 %            |
| ALFA             | –                | –                | 0,2 %            |
| AfD              | Christoph Grimm  | 18,9 %           | 18,0 %           |
| Bündnis C        | –                | –                | 0,1 %            |
| DKP              | –                | –                | 0,1 %            |
| Freier Horizont  | –                | –                | 0,5 %            |
| Tierschutzpartei | –                | –                | 1,1 %            |
| Einzelbewerber   | Uwe Landt        | 0,5 %            | –                |
| Wahlberechtigte  | 28.024 Einwohner | 28.024 Einwohner | 28.024 Einwohner |
| Wahlbeteiligung  | 59,4 %           | 59,4 %           | 59,4 %           |

## Wahl 2011
Bei der Landtagswahl in Mecklenburg-Vorpommern 2011 kam es zu folgenden Ergebnissen:
| Partei          | Direktkandidat         | Erststimmen     | Zweitstimmen    |
| --------------- | ---------------------- | --------------- | --------------- |
| SPD             | Heike Polzin           | 40,5 %          | 41,8 %          |
| CDU             | Hans-Otto Schmiedeberg | 22,4 %          | 20,3 %          |
| DIE LINKE       | Simone Oldenburg       | 18,9 %          | 16,4 %          |
| GRÜNE           | Martin Bauer           | 9,4 %           | 9,0 %           |
| NPD             | Tino Streif            | 4,8 %           | 5,1 %           |
| FDP             | Mike-Christian Boeck   | 2,0 %           | 2,6 %           |
| FAMILIE         |                        |                 | 1,7 %           |
| FREIE WÄHLER    | Olaf-Rüdiger Claus     | 1,9 %           | 1,4 %           |
| PIRATEN         |                        |                 | 1,0 %           |
| AB              |                        |                 | 0,2 %           |
| Die PARTEI      |                        |                 | 0,1 %           |
| PBC             |                        |                 | 0,1 %           |
| APD             |                        |                 | 0,1 %           |
| ödp             |                        |                 | 0,1 %           |
| REP             |                        |                 | 0,1 %           |
| AUF             |                        |                 | 0,0 %           |
| Wahlberechtigte | 47208 Einwohner        | 47208 Einwohner | 47208 Einwohner |
| Wahlbeteiligung | 49,8 %                 | 49,8 %          | 49,8 %          |

## Wahl 2006
Bei der Landtagswahl in Mecklenburg-Vorpommern 2006 kam es zu folgenden Ergebnissen:
| Partei          | Direktkandidat           | Erststimmen     | Zweitstimmen    |
| --------------- | ------------------------ | --------------- | --------------- |
| SPD             | Heike Polzin             | 38,3 %          | 37,2 %          |
| CDU             | Ingrid Schafranski       | 28,6 %          | 26,2 %          |
| PDS             | Andreas Bluhm            | 15,8 %          | 15,3 %          |
| FDP             | Tanja Brede              | 7,9 %           | 9,0 %           |
| NPD             | Frank Lusatis            | 5,9 %           | 5,9 %           |
| GRÜNE           | Sabine Dallmeier-Peschke | 3,5 %           | 3,7 %           |
| FAMILIE         |                          |                 | 1,3 %           |
| WASG            |                          |                 | 0,4 %           |
| GRAUE           |                          |                 | 0,3 %           |
| Deutschland     |                          |                 | 0,2 %           |
| PBC             |                          |                 | 0,1 %           |
| AGFG            |                          |                 | 0,1 %           |
| Bündnis für M-V |                          |                 | 0,1 %           |
| AB              |                          |                 | 0,1 %           |
| Offensive D     |                          |                 | 0,1 %           |
| APD             |                          |                 | 0,1 %           |
| Wahlberechtigte | 47636 Einwohner          | 47636 Einwohner | 47636 Einwohner |
| Wahlbeteiligung | 55,4 %                   | 55,4 %          | 55,4 %          |

## Wahl 2002
Bei der Landtagswahl in Mecklenburg-Vorpommern 2002 kam es zu folgenden Ergebnissen:
| Partei          | Direktkandidat        | Erststimmen     | Zweitstimmen    |
| --------------- | --------------------- | --------------- | --------------- |
| SPD             | Heike Polzin          | 45,9 %          | 44,7 %          |
| CDU             | Hans-Heinrich Uhlmann | 31,6 %          | 28,9 %          |
| PDS             | Andreas Bluhm         | 15,7 %          | 14,4 %          |
| FDP             | Peter Kielbassa       | 4,0 %           | 4,4 %           |
| GRÜNE           |                       |                 | 3,3 %           |
| Schill          | Walter Schuldt        | 2,8 %           | 2,4 %           |
| NPD             |                       |                 | 0,6 %           |
| SPASSPARTEI     |                       |                 | 0,5 %           |
| Bürgerpartei MV |                       |                 | 0,3 %           |
| REP             |                       |                 | 0,2 %           |
| GRAUE           |                       |                 | 0,2 %           |
| PBC             |                       |                 | 0,1 %           |
| V.P.M.V.        |                       |                 | 0,1 %           |
| SLP             |                       |                 | 0,0 %           |
| Wahlberechtigte | 49165 Einwohner       | 49165 Einwohner | 49165 Einwohner |
| Wahlbeteiligung | 69,3 %                | 69,3 %          | 69,3 %          |

## Wahl 1998
Bei der Landtagswahl in Mecklenburg-Vorpommern 1998 kam es zu folgenden Ergebnissen:
| Partei          | Direktkandidat  | Erststimmen     | Zweitstimmen    |
| --------------- | --------------- | --------------- | --------------- |
| SPD             | Erhard Bräunig  | 43,4 %          | 38,7 %          |
| CDU             |                 | 29,0 %          | 28,5 %          |
| PDS             |                 | 22,4 %          | 21,9 %          |
| DVU             |                 |                 | 3,6 %           |
| GRÜNE           |                 | 2,5 %           | 2,7 %           |
| FDP             |                 | 2,6 %           | 1,6 %           |
| Pro DM          |                 |                 | 1,4 %           |
| NPD             |                 |                 | 0,6 %           |
| REP             |                 |                 | 0,3 %           |
| AB 2000         |                 |                 | 0,3 %           |
| GRAUE           |                 |                 | 0,1 %           |
| BfB             |                 |                 | 0,1 %           |
| PBC             |                 |                 | 0,1 %           |
| Wahlberechtigte | 46167 Einwohner | 46167 Einwohner | 46167 Einwohner |
| Wahlbeteiligung | 77,4 %          | 77,4 %          | 77,4 %          |

## Wahl 1994
Bei der Landtagswahl in Mecklenburg-Vorpommern 1994 kam es zu folgenden Ergebnissen:
| Partei          | Direktkandidat    | Erststimmen     | Zweitstimmen    |
| --------------- | ----------------- | --------------- | --------------- |
| CDU             | Hermann Bollinger | 38,4 %          | 37,7 %          |
| SPD             |                   | 36,8 %          | 34,3 %          |
| PDS             |                   | 21,5 %          | 20,0 %          |
| GRÜNE           |                   |                 | 3,2 %           |
| FDP             |                   | 3,2 %           | 2,8 %           |
| REP             |                   |                 | 0,8 %           |
| PASS            |                   |                 | 0,3 %           |
| GRAUE           |                   |                 | 0,3 %           |
| NATURGESETZ     |                   |                 | 0,2 %           |
| BUMV            |                   |                 | 0,1 %           |
| NdB             |                   |                 | 0,1 %           |
| NPD             |                   |                 | 0,1 %           |
| PBC             |                   |                 | 0,0 %           |
| Wahlberechtigte | 41700 Einwohner   | 41700 Einwohner | 41700 Einwohner |
| Wahlbeteiligung | 69,6 %            | 69,6 %          | 69,6 %          |